# Live at Budokan (album de Dream Theater)
Pour les articles homonymes, voir Live at Budokan.
Albums de Dream Theater
Train of Thought
(2003) Octavarium
(2005)
Vidéos par Dream Theater
Metropolis 2000: Scenes from New York
(2001) Score
(2006)
Live at Budokan est un CD/DVD live du groupe de metal progressif Dream Theater, dont la majorité des chansons sont extraites de l'album  Train of Thought. Il a été enregistré à Tōkyō, dans la salle du Budokan.

## Contenu
Le DVD contient deux parties, un avec le spectacle en entier, l'autre avec quelques bonus, dont un documentaire de la tournée 2004/2005, des commentaires de Jordan Rudess et de John Petrucci, un solo de batterie réalisé par Mike Portnoy à Ōsaka et quelques autres vidéos. Le DVD du concert dure plus de trois heures tandis que le second ne prendra qu'une heure à visionner.

## Liste des chansons

### CD

#### Disque 1
| No | Titre                          | Paroles       | Musique                                           | Durée |
| -- | ------------------------------ | ------------- | ------------------------------------------------- | ----- |
| 1. | As I Am                        | John Petrucci | Petrucci, John Myung, Jordan Rudess, Mike Portnoy | 7:25  |
| 2. | This Dying Soul                | Portnoy       | Petrucci, Myung, Rudess, Portnoy                  | 11:44 |
| 3. | Beyond This Life               | Petrucci      | Dream Theater                                     | 19:37 |
| 4. | Hollow Years                   | Petrucci      | Dream Theater                                     | 9:18  |
| 5. | War Inside My Head             | Portnoy       | Petrucci, Myung, Rudess, Portnoy                  | 2:22  |
| 6. | The Test That Stumped Them All | Portnoy       | Petrucci, Myung, Rudess, Portnoy                  | 5:00  |

#### Disque 2
| No | Titre                 | Paroles        | Musique                          | Durée |
| -- | --------------------- | -------------- | -------------------------------- | ----- |
| 1. | Endless Sacrifice     | Petrucci       | Petrucci, Myung, Rudess, Portnoy | 11:18 |
| 2. | Instrumedley          | (instrumental) | Dream Theater                    | 12:15 |
| 3. | Trial of Tears        | Myung          | Dream Theater                    | 13:49 |
| 4. | New Millennium        | Portnoy        | Dream Theater                    | 8:01  |
| 5. | Solo de clavier       | (instrumental) | Rudess                           | 3:58  |
| 6. | Only a Matter of Time | Kevin Moore    | Dream Theater                    | 7:21  |

#### Disque 3
| No | Titre                   | Paroles        | Musique                          | Durée |
| -- | ----------------------- | -------------- | -------------------------------- | ----- |
| 1. | Goodnight Kiss          | Portnoy        | Petrucci, Myung, Rudess, Portnoy | 6:16  |
| 2. | Solitary Shell          | Petrucci       | Petrucci, Myung, Rudess, Portnoy | 5:58  |
| 3. | Stream of Consciousness | (instrumental) | Petrucci, Myung, Rudess, Portnoy | 10:54 |
| 4. | Disappear               | James LaBrie   | Petrucci, Myung, Rudess, Portnoy | 5:56  |
| 5. | Pull Me Under           | Moore          | Dream Theater                    | 8:38  |
| 6. | In the Name of God      | Petrucci       | Petrucci, Myung, Rudess, Portnoy | 15:49 |

### DVD

#### Disque 1
L'intégralité du concert :
1. As I Am – 8:34
2. This Dying Soul – 12:12
3. Beyond This Life – 19:34
4. Hollow Years – 9:19
5. War Inside My Head – 2:30
6. The Test That Stumped Them All – 4:53
7. Endless Sacrifice – 11:20
8. Instrumedley – 12:09
9. Trial of Tears – 13:58
10. New Millennium – 7:59
11. Solo de clavier – 3:59
12. Only a Matter of Time – 7:25
13. Goodnight Kiss – 6:14
14. Solitary Shell  – 5:51
15. Stream of Consciousness – 10:55
16. Disappear – 5:55
17. Pull Me Under – 9:00
18. In the Name of God – 17:36
19. Credits – 3:11

#### Disque 2
Un documentaire et des bonus :
- Riding The Train Of Thought: Japanese Tour Documentary – 29:46
- John Petrucci Guitar World – 6:27
- Jordan Rudess Keyboard World – 6:43
- Mike Portnoy Drum Solo – 12:08
- The Dream Theater Chronicles: 2004 Tour Opening Video – 5:43
- Instrumedley Multiangle Bonus – 12:03

### Blu-ray
L'intégralité des 2 DVDs.

## Musiciens
- James LaBrie – chant, percussion
- John Petrucci – guitare, chœurs
- Jordan Rudess – clavier
- John Myung – basse, Chapman Stick
- Mike Portnoy – batterie, chœurs

## Citations
- Petrucci : « C'est un moment mémorable pour dream theater [de venir à Budokan]. »
- Portnoy : « Non, c'est plutôt un moment mémorable pour Budokan [Que Dream theater vienne à Budokan]. »